# Paulinowo (rejon szarkowszczyński)
Paulinowo – dawny majątek i osada. Tereny, na których leżały, znajdują się obecnie na Białorusi, w obwodzie witebskim, w rejonie szarkowszczyńskim, w sielsowiecie Bildziugi.
Dawniej używana nazwa – Pawlinowo.

## Historia
W czasach zaborów folwark i dobra w gminie Jody, w powiecie dzisieńskim, w guberni wileńskiej Imperium Rosyjskiego.
W latach 1921–1945 majątek i osada leżały w Polsce, w województwie wileńskim, w powiecie dziśnieńskim (od 1926 w powiecie brasławskim), w gminie Jody.
Według Powszechnego Spisu Ludności z 1921 roku zamieszkiwało tu 47 osób, 17 było wyznania rzymskokatolickiego, 17 prawosławnego, a 13 staroobrzędowego. Jednocześnie 7 mieszkańców zadeklarowało polską a 40 białoruską przynależność narodową. Było tu 7 budynków mieszkalnych. W 1931 w majątku w 1 domu zamieszkiwały 4 osoby, a w osadzie w 6 domach 37 osób.
Wierni należeli do parafii rzymskokatolickiej w Borodzieniczach i prawosławnej w Jodach. Miejscowość podlegała pod Sąd Grodzki w Brasławiu i Okręgowy w Wilnie; właściwy urząd pocztowy mieścił się w Jodach.